# Attilia Vaglieri
Attilia Vaglieri Travaglio (* 1891; † 1969) war eine italienische Architektin.

## Leben
Attilia Vaglieri war die dritte Tochter von Dante Vaglieri, der für seine Forschungsarbeiten auf dem Palatin, und in Ostia Antica bekannt war. Sie war die Ehefrau und Büropartnerin des Architekten Umberto Travaglio, mit dem sie 1933 eine Tochter, Adriana Travaglio Russo, bekam. Ihre Schwester Laura Veccia Vaglieri wurde Orientalistin, ihre Schwester Bianca heiratete 1918 den Archäologen Renato Bartoccini, der sein Studium bei Dante Vaglieri begonnen hatte.

## Werk
Attilia Vaglieri Travaglio war eine der Pionierinnen der italienischen Architektur. Ihre Werke erschienen in zeitgenössischen Printmedien, in denen sie als eine der renommiertesten italienischen Architekten der 1920er bis 1930er Jahre bezeichnet wurde. Allein in der Zeit um 1935 sind fünfzig Projekte von ihr bekannt. Ihr Schaffen umfasste ein weites Themenfeld von öffentlichen Wohnungsbauprojekten, Sport- und Freizeiteinrichtungen im „Stile Littorio“ sowie der Stadtplanung. Zu ihren zahlreichen Werken zählen ein Wohnbauprojekt in San Pietro, eine Villa im Neorenaissancestil in Gianicolo und eine weitere im neoklassischen Stil in San Balbino, ihr eigenes Haus im "Stile Novecento" (benannt nach einer Künstlergruppe, die um 1920 von Margherita Sarfatti gegründet wurde), eine Kathedrale in Beirut, die Renovierung des Dante Alighieri–Viertels in Ravenna und eine Studie für die Realisierung der Foro Italico in Ostia.

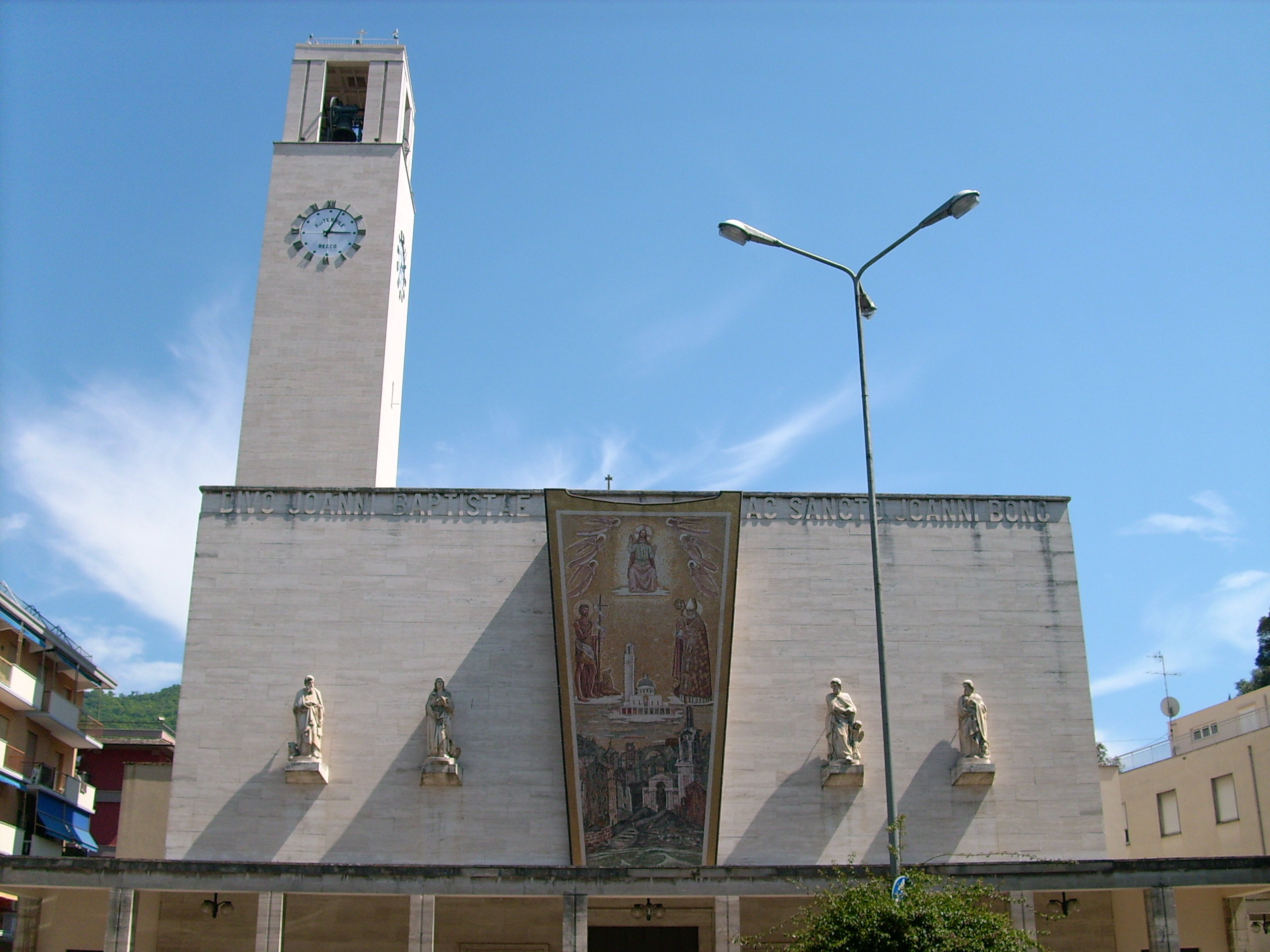
San Giovanni Bono, Recco

1929 wurde ihr der Preis im internationalen Wettbewerb für den Bau des griechisch-römischen Museums in der ägyptischen Stadt Alexandria verwehrt, weil sie eine Frau war.
Zu Beginn der 1930er Jahre entwarf sie die gigantische „Zona della musica“: Ein symmetrisch aufgebautes Auditorium für 60.000 Besucher wurde direkt an der SO-Ecke des Circus Maximus an der Viale Aventino angeordnet. Die monumentale Planung umfasste weitere Kulturbauten wie ein Freilichttheater, einen Konferenz- und Musiksaal sowie ein Studentenhaus für die Accademia Nazionale di Santa Cecilia.
Zusammen mit ihrem Mann realisierte sie die Pfarrkirche in Recco (Ligurien). Diese war Teil des Wiederaufbauprogramms nach dem Krieg und zeichnete sich durch die klare geometrische Formensprache und die Inszenierung des Lichts im Inneren aus.

## Schriften (Auswahl)
- Mit Umberto Travaglio: Progetto per la zona musicale di Roma al limite di via dei Trionfi : consistente in un unico edificio destinato all'auditorio, al teatro all'aperto, ai congressi ed alla vita musicale, ed in un altro edificio destinato alla scuola ed al pensionato musicale, Arte della stampa, Rom, 1934.